# Laterallus
Laterallus es un género de aves gruiformes de la familia Rallidae conocidos vulgarmente como burritos, gallinetas o polluelas, cuyas características principales son que vuelan poco, no nadan, caminan o corren entre la vegetación palustre. El vuelo se asemeja a una gallareta minúscula. Tienen más oído que vista, cola erecta y pico corto.
La coloración de la cola es un elemento que sirve para determinar las especies: es negra en el Laterallus xenopterus, negra barreada con blanca en el Laterallus exilis, roja en el Laterallus melanophaius, y blanca lateralmente negra en el Laterallus leucopyrrhus.

## Taxonomía
La clasificación del género Laterallus ha sido complicada, dependiendo los autores que lo han descrito:

### Clasificaciones históricas
- Según Peters 1934,[cita requerida] las especies que lo componen son 10: jamaicensis, spilonotus, exilis, albigularis, melanophaius, ruber, levraudi, viridis(1), hauxwelli(1)(2), leucopyrrhus.
- Según Blake 1977,[cita requerida] las especies que lo componen son 11: spilopterus(3) (Porzana), jamaicensis, exilis, xenopterus, albigularis, melanophaius, ruber, levraudi, leucopyrrhus, fasciatus(1) y viridis(1).
- Según Ripley 1977,[cita requerida] las especies que lo componen son 11: fasciatus (1), levraudi, ruber, viridis(1), exilis, spilonotus, melanophaius, albigularis, leucopyrrhus, jamaicensis, xenopterus.
- Según Storer 1981,[cita requerida] las especies que lo componen son 9: melanophaius(4), levraudi(4), ruber, albigularis, exilis, jamaicensis(4), spilonotus(4), leucopyrrhus, xenopterus.

- (1): pueden ser consideradas especies del género Anurolimnas
- (2): sinónimus de Laterrallus fasciatus
- (3): considerado por otros autores una especie de Porzana, Porzana spilopterus
- (4): especies, miembros de una superespecie

### Clasificación de Clements
Según Clements, las especies y subespecies que componen el género Laterallus son las siguientes:
- Laterallus albigularis (Lawrence) 1861
  - Laterallus albigularis albigularis (Lawrence) 1861
  - Laterallus albigularis cerdaleus Wetmore 1958
  - Laterallus albigularis cinereiceps (Lawrence) 1875
- Laterallus exilis (Temminck) 1831 - Burrito de pecho gris (accidental en Sudamérica).
- Laterallus jamaicensis (Gmelin) 1789 - Burrito cuyano, pidencito.
  - Laterallus jamaicensis coturniculus (Ridgway) 1874.
  - Laterallus jamaicensis jamaicensis (Gmelin) 1789.
  - Laterallus jamaicensis murivagans (Riley) 1916.
  - Laterallus jamaicensis salinasi (Philippi) 1857.
  - Laterallus jamaicensis tuerosi Jon Fjeldså, 1983.
- Laterallus leucopyrrhus (Vieillot) 1819 - Burrito colorado (Argentina), burrito patas rojas (Uruguay).
- Laterallus levraudi (Sclater & Salvin) 1869.
- Laterallus melanophaius (Vieillot) 1819 - Burrito común (Argentina), burrito patas verdes (Uruguay), burrito silvón (Bolivia).
  - Laterallus melanophaius melanophaius (Vieillot) 1819
  - Laterallus melanophaius oenops (Sclater & Salvin) 1880.
- Laterallus ruber (Sclater & Salvin) 1860
- Laterallus spilonotus (Gould) 1841 - burrito de las Galápagos.
- Laterallus xenopterus Conover 1934 - burrito de Paraguay.